# Kanuri (Volk)

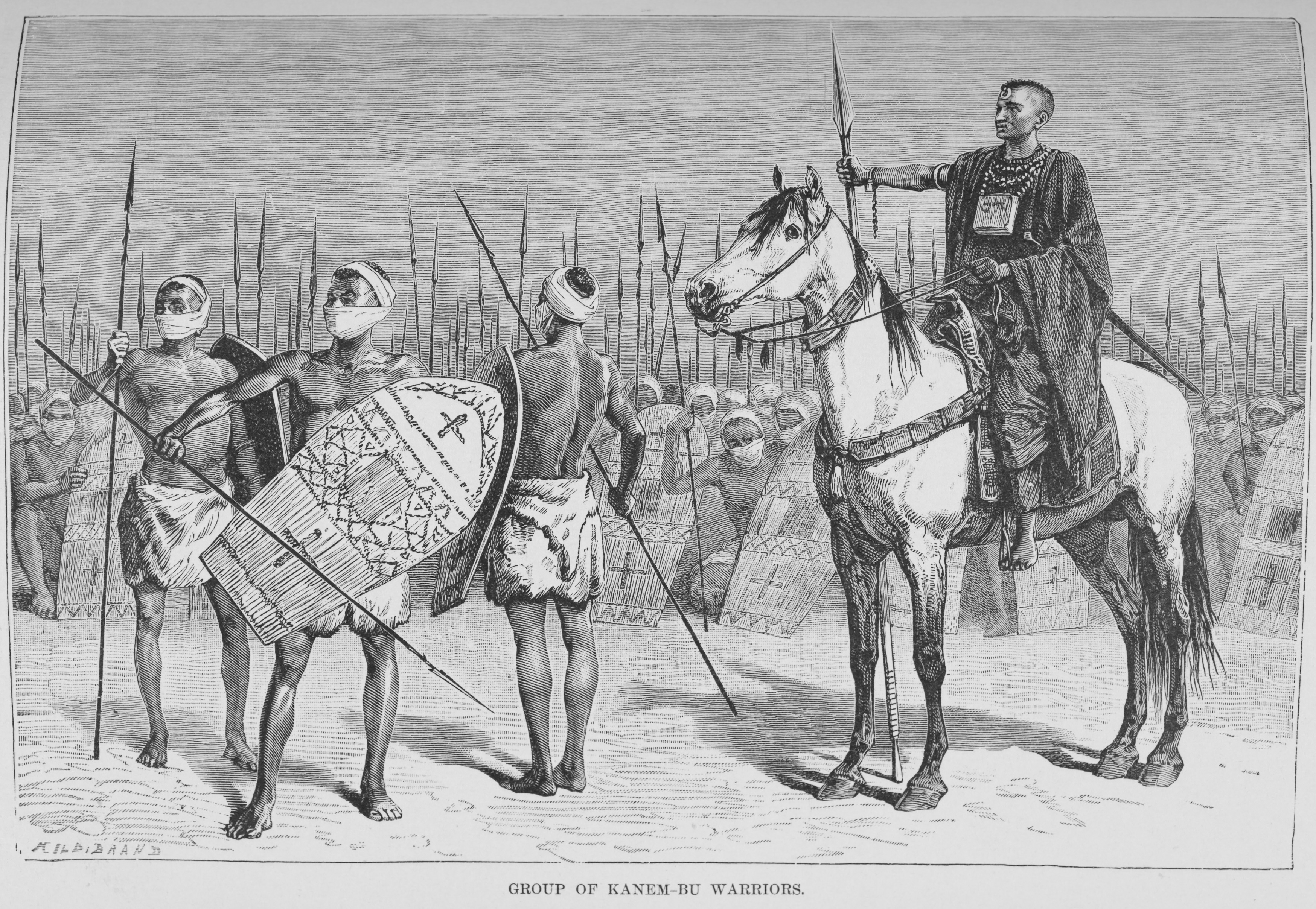
Krieger der Kanembu, einer Untergruppe der Kanuri. Europäische Darstellung von 1892.

Kanuri (Hausa-Name Beriberi) ist ein Volk in der zentralen Sudanzone und am Tschadsee. Sie sehen sich als das Staatsvolk des alten Reiches Bornu (Kanem-Bornu). Die Kanuri sind seit dem 11. Jahrhundert Muslime. Die Sprache Kanuri wird von etwa vier Millionen gesprochen.
Eine Untergruppe der Kanuri sind die Kanembu.

## Geschichte
Legenden der Kanuri führen den Ursprung ihres Reiches Bornu (Kanem-Bornu) um das Gebiet nördlich, nordöstlich um den Tschadsee zurück. Einige Überlieferungen wähnen den Ursprung (wie viele der muslimischen Ethnien im westlichen Sudan) in Jemen. Das alte Kanem-Bornu-Reich, das rund 800 n. Chr. in der Tschadsee-Region entstand, hatte seinen ersten Höhepunkt im 12. bis 13. Jahrhundert.
Der Fortbestand der Kanuri in den Oasen im nördlichen Gebiet zeichnet sich vor allem durch eine wirtschaftliche Motivation aus, sie sicherte den Karawanenhandel und wichtige Handelsrouten ans Mittelmeer.

## Sprache

Karte der Sprachgruppen in Nigeria

Kanuri ist eine der wichtigsten Sprachen in Westafrika. Sie wird von mehr als vier Millionen Menschen in der Region um den Tschadsee gesprochen. Die meisten Sprecher leben in Borno im Nordosten Nigerias und in den östlichen Gebieten von Niger. Kanuri bildet zusammen mit Teda-Daza und Zaghawa (und dem ausgestorbenen Berti) die saharanische Sprachgruppe des Nilo-Saharanischen.
Kanuri wird ferner in den Oasen von Bilma und Fachi (Niger) sowie vereinzelt im äußersten Süden des Fessan (Libyen) gesprochen. In dem bedeutenden Kanem-Borno-Reich war Kanuri das staatstragende Kommunikationsmittel. In Nigeria hat Kanuri den offiziellen Status als regionale Unterrichtssprache und wird auch als Medium in Rundfunk und Fernsehen verwendet.

## Soziale Organisation
Zur sozialen Organisation der Kanuri liegen die Forschungen von Ronald Cohen und Editha Platte vor. Peter Fuchs behandelt in seinem Buch Fachi (1989) die Sahara-Kanuri, die in den Oasen Fachi und Bilma leben und die sich erheblich von der Hauptgruppe der Kanuri unterscheiden, deren ethnisches Zentrum südlich der Sahara im Kerngebiet des historischen Kanem-Bornu-Reiches liegt.
Dadurch, dass viele Kanuri muslimisch geprägt sind, gibt es eine Idealvorstellung (hauptsächlich der Männer) von einer Beziehung zwischen Mann und Frau, die den Ehemann als Vorsteher der Familie sieht, während die Frau, in der Idealvorstellung, als fleißig, treu, zärtlich und zurückhaltend gesehen wird. Im alltäglichen Leben ist jedoch eine solche Typisierung nicht so sehr sichtbar.
Peter Fuchs dazu: „Obwohl diese Rollen durch Konvention, geschlechtliche Arbeitsteilung und Religion nach außen hin bestimmt sind, für den inneren Zusammenhalt, für Harmonie oder Disharmonie und nicht zuletzt für den Status des Einzelnen in dieser Ehegemeinschaft sind die entscheidenden Faktoren Klugheit und List, Selbstbeherrschung und Liebe. »Jener, der mehr liebt, ist in der Ehe immer der Schwächere«, sagt man in Fachi und man könnte daraus schliessen, dass in Fachi die Liebe der Männer zu ihren Frauen im allgemeinen grösser sei als umgekehrt.“

## Religion
Die Kanuri wurden etwa im 11. Jahrhundert islamisiert, was sich in ihrem täglichen Leben stark manifestiert. Die sichtbaren Elemente der Religionsausübung sind unter anderen die öffentlichen Gebete, religiöse Feste, die täglichen Gebete oder auch regelmäßige Koranlesungen. Trotzdem finden sich einzelne Punkte, die nicht dem Islam zugerechnet werden können und als unorthodox angesehen werden.

## Sonstiges
Die Terrororganisation Boko Haram rekrutiert sich größtenteils aus Angehörigen der Kanuri.

## Bekannte Kanuri
- Grémah Boucar (1959–2022), nigrischer Journalist, Medienunternehmer und Politiker
- Aïchatou Boulama Kané (* 1955), nigrische Politikerin
- Mamadou Dagra (* 1953), nigrischer Rechtswissenschaftler und Politiker
- Mamane Oumarou (* 1945), nigrischer Politiker und Diplomat
- vermutlich: Angelo Soliman (um 1721–1796), Kammerdiener, Prinzenerzieher von Erbprinz Alois I. von Liechtenstein und Freimaurer
- Abubakar Shekau (* zwischen 1969 und 1975, gest. 2021), islamistischer Terrorist und Anführer Boko Haram